# Le Miroir aux espions
Le Miroir aux espions (titre original : The Looking Glass War) est un roman d'espionnage de John le Carré, publié en 1965.
L'histoire concerne un service de renseignement britannique pendant la Guerre froide, mentionné comme « le Service » et sa tentative pour infiltrer un agent en République démocratique allemande.
George Smiley, le personnage le plus célèbre de John le Carré, apparaît dans ce roman, mais seulement comme un personnage secondaire qui apporte une aide. L'écrivain a prétendu que cette œuvre était son portrait le plus réaliste du monde du renseignement, pour autant qu'il le connaissait, et que c'était là une des raisons du manque relatif de succès du roman.

## Personnages
- Fred Leiser : espion anglais d'origine polonaise, personnage principal.
- LeClerc : chef du « Service »
- George Smiley : personnage faisant une brève apparition.

## Résumé
Le Service a eu de nombreux succès en contrôlant des agents contre les nazis durant la Seconde Guerre mondiale, mais il est demeure aujourd'hui dans l'illusion d'une compétence passée. Il semble dépenser toute son énergie dans une guerre bureaucratique avec le service plus professionnel surnommé le Cirque.
À la suite de certains renseignements, le Département enquête sur une base de missiles soviétiques installée à proximité de la frontière ouest-allemande. LeClerc, le directeur du Service décide d'envoyer un agent de l'autre côté de la frontière pour découvrir la vérité. Pour limiter les risques d'échec, il insère l'agent dans un avion de ligne contenant une colonie d'enfants, pour photographier les bases soviétiques de la RDA. Le Service réactive l'un de ses anciens agents, un polonais naturalisé connu comme Fred Leiser. Celui-ci est entraîné à nouveau, puis infiltré de l'autre côté de la frontière est-allemande.

## Adaptation
- 1969 : Le Miroir aux espions (The Looking Glass War), film germano-britannique réalisé par Frank Pierson, adapté du roman homonyme, avec Christopher Jones (Leiser), Ralph Richardson (LeClerc), Anthony Hopkins (Avery), Susan George (Susan), Anna Massey (la femme d'Avery), Pia Degermark (La fille), Paul Rogers (Haldane), Ray McAnally (le sous-secrétaire d'État), Robert Urquhart (Johnson), et Vivian Pickles (Mme King).